# Ostrata
Ostrata är en ort i Tjeckien.   Den ligger i regionen Zlín, i den östra delen av landet, 260 km öster om huvudstaden Prag. Ostrata ligger 315 meter över havet och antalet invånare är 344.
Terrängen runt Ostrata är kuperad norrut, men söderut är den platt. Runt Ostrata är det ganska tätbefolkat, med 149 invånare per kvadratkilometer. Närmaste större samhälle är Zlín, 8,5 km sydväst om Ostrata. I omgivningarna runt Ostrata växer i huvudsak blandskog.